# Ascetismo en Ecuador

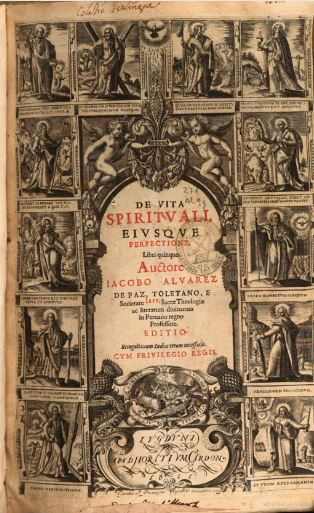
De la vida espiritual y su perfección por Diego Álvarez de Paz

Las prácticas de ascetismo en Ecuador se han dado a partir de la conquista y la fundación de la Real Audiencia de Quito tanto en la literatura ascética como en las prácticas de unión espiritual a través de la oración y la penitencia.  

## SigloXVI

### Inicios y tradición

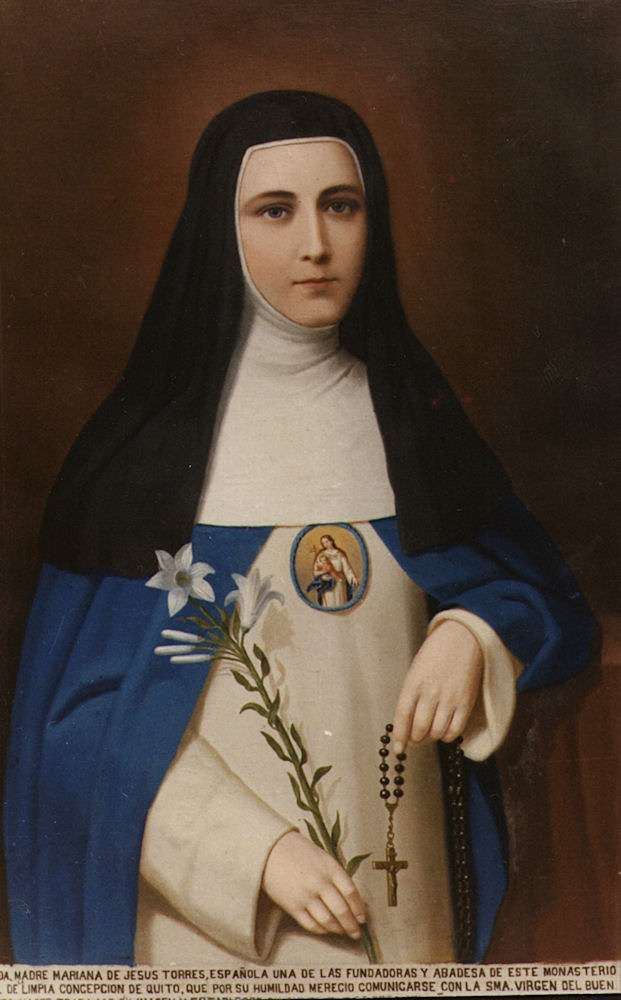
Mariana de Jesús Torres

El ascetismo católico llega al territorio del actual Ecuador gracias a los misioneros españoles que difundían la espiritualidad cristiana después de la conquista. Lo más destacable de este tiempo fue la vida de Mariana de Jesús Torres quien fuera una Monja Concepcionista. Nacida en España en 1563, llegó a Quito gracias a que fue escogida como una de las cinco monjas Concepcionistas, que tenían como objetivo llevar el espíritu de la Orden de la Inmaculada Concepción que bajo la dirección de la Madre María de Jesús Taboada. Destacó por su espiritualidad, su constante penitencia y se convirtió en ejemplo para la comunidad. Además, entre 1582 y en 1634 algunas apariciones marianas de Nuestra Señora del Buen Suceso le habrían ocurrido. Es conocida por su biógrafo como "Monja que muere tres veces" porque supuestamente se ha comprobado que murió en 1582, pero luego siguió viviendo hasta su segunda muerte el 17 de septiembre de 1588, resucitó y volvió a morir el 16 de enero de 1635 a la edad de 72 años.
Además de esto, como dato importante de finales del siglo XVI, es importante que familiares de Santa Teresa de Ávila vivieron en la Real Audiencia de Quito y se establecieron en la ciudad de Riobamba. La más importante fue Teresa de Cepeda y Fuentes quien destacó por su espiritualidad. Sus parientes, la familia Abad de Cepeda fueron destacados teólogos en el siguiente siglo.

## SigloXVII

### Literatura
La literatura ascética tuvo mucha importancia gracias a Diego Álvarez de Paz que cuenta con una lista amplia de publicaciones en literatura ascética, la más famosa es sin duda De vita spirituali eiusque perfectione, publicado en tres tomos Lyon en el año de 1608. Este libro tuvo mucha popularidad en todo el Virreinato de Perú y a través de él empezó la devoción por el Sagrado Corazón de Jesús, según criterio de José Félix Heredia.  Además de esto, también publicó De exterminatione mali et promotione boni, De inquisitione pacis sive Studio orationis, Meditaciones sobre la vida de la Santísima Virgen, Lérid, María, Reina de la Iglesia: meditaciones de oración afectiva.

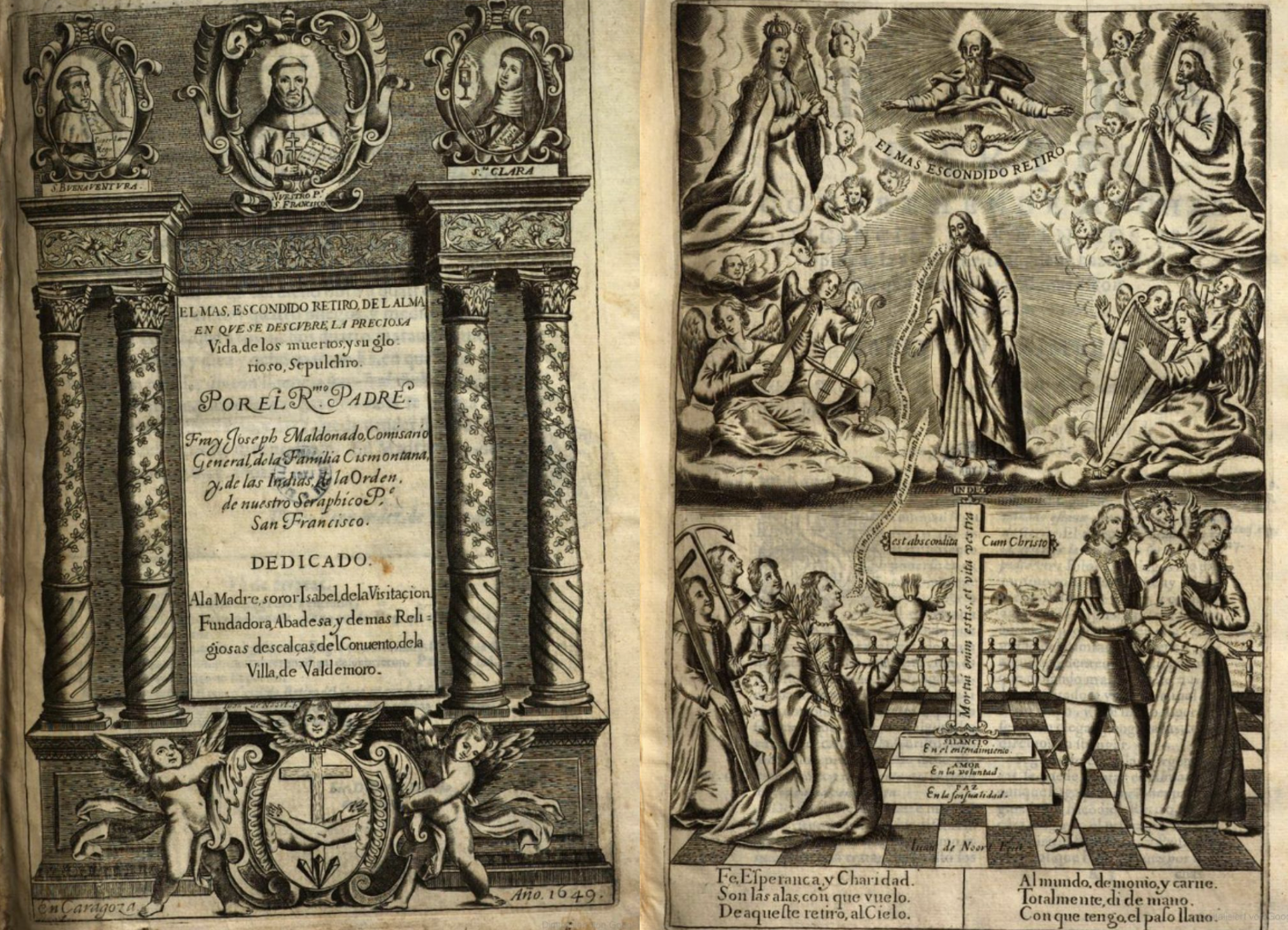
El más escondido retiro del alma, por José de Villamor Maldonado

Otro autor importante fue Fray José de Villamor Maldonado quien vivió en la primera mita de este siglo. Su obra más importante fue el "Más escondido retiro del alma"" en donde se propone las clásicas vías del ascetismo: la vía purgativa, iluminativa y unitiva, como fue desarrollado por el carmelita descalzo San Juan de la Cruz. El libro fue publicado en Zaragoza en el año 1648, con el objetivo de descubrir la preciosa vida de los muertos, y su glorioso sepulcro. Pudo escribirlo gracias a que había sido maestro de oración y guía en ascética, e hizo uso de su experiencia para sistematizarlo en un libro. 
En la misma década también se publicó el Perfecto confesor y cura de almas. Un libro en el que Juan Machado de Chávez desarrolla el lado contrario de la vida espiritual, ya no desde el fiel que quiere desarrollar su vida interior a través de ejercicios espirituales, sino como el confesor que mira desde afuera y debe funcionar de guía y tutela para encaminar en el camino de la virtud a la persona.

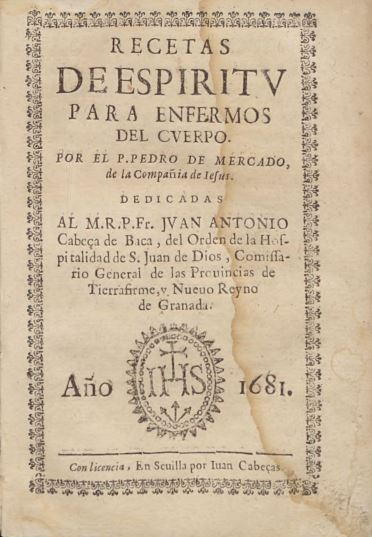
Recetas de Espíritu por Pedro Mercado

Además de Álvarez de Paz, en la segunda mitad del siglo XVII, el autor más importante de espiritualidad fue el jesuita Pedro de Mercado. Conocido ahora como historiador, fue a través de su espiritualidad que logró fama. Su libro más famoso, dentro del contexto de la contrarreforma fue "La destrucción del ídolo ¿Qué dirán?"  y fue traducido a varios idiomas. Además de este, es importante mencionar sus cuatro tratados de espiritualidad: Numerales meritorios de gracias, Metamorfosis provechoso a las almas, Galateo espiritual,  Dechado para mujeres, sacado de la historia de Ruth.
Publicó Pedro de Mercado también el libro titulado el "Cristiano Virtuoso", un manual que relacionaba la vida espiritual con la virtud. Estuvo dividido en diez capítulos que trataban sobre la piedad, la templanza, la fortaleza, las distintas mortificaciones para los cinco sentidos, el ayuno, entre otras cosas. Su subtítulo nos describe el objetivo principal de su obra que era alcanzar "con los actos de todas las virtudes que se hallan en la santidad". Fue publicado en Madrid en 1673.
Fue importante también los escritos y la vida de la venerable Sor Gertrudis de San Ildefonso ya que con su trabajo se impulsó el culto a la Virgen del Amparo. Escribió también varios libros de salves, letanías y oraciones, que forman un legado artístico que fue adornado por completas partituras de música de la época colonial.

### Prácticas

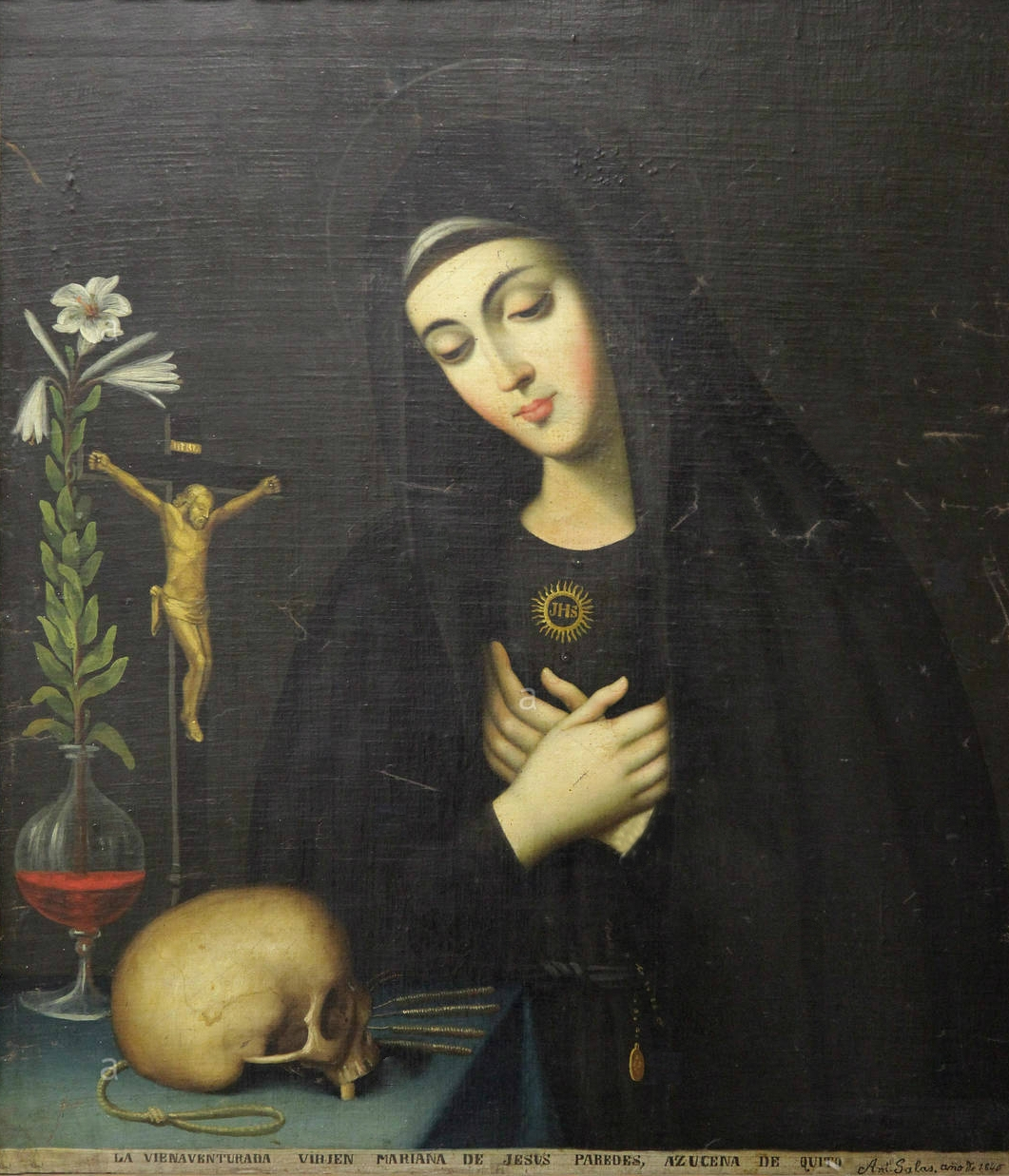
Retrato de Mariana de Jesús

Dentro de este siglo la persona más importante fue Mariana de Jesús quien vivió una vida de oración, penitencia y mortificaciones que impacto a toda la Real Audiencia de Quito. Su influencia es muy importante dentro de Ecuador y su devoción se vio renovada a partir de su canonización. Mariana de Jesús desde niña se mostró muy espiritual y dispuesta a rezar el rosario o hacer el viacrucis. Había intentado dos veces ingresar sin éxito a la comunidad religiosa jesuita pero después se resolvió por servir a Dios de manera laica. Seguía los Ejercicios Espirituales de San Ignacio de Loyola y su primer guía espiritual fue el jesuita Juan Camacho, quien la motivó a hacer el voto de virginidad perpetua.
Desde niña empezó a mortificarse en la comida y en la bebida a través de ayunos, así como en el sueño a través de vigilias. En su habitación no tenía muebles y dormía en un ataúd. Además contemplaba constantemente una calavera para tener presente la muerte y la necesidad de rendir cuentas a Dios. 

## SigloXVIII

### Impulsos por canonización
En este siglo no hubo grandes autores espirituales, al nivel del siglo pasado. Más bien el enfoque fue hacia rescatar lo que había sucedido en XVII. Lo más importante fue el esfuerzo de Morán de Butrón que escribió la Vida Mariana de Jesús, para empezar su proceso de beatificación. Otra historia también fue escrita por Tomás de Jijón y León llamada "Compendio histórico de la prodigiosa vida, virtudes y milagros de la venerable sierva de Dios Mariana de Jesús, con el mismo fin".

### Práctica y literatura

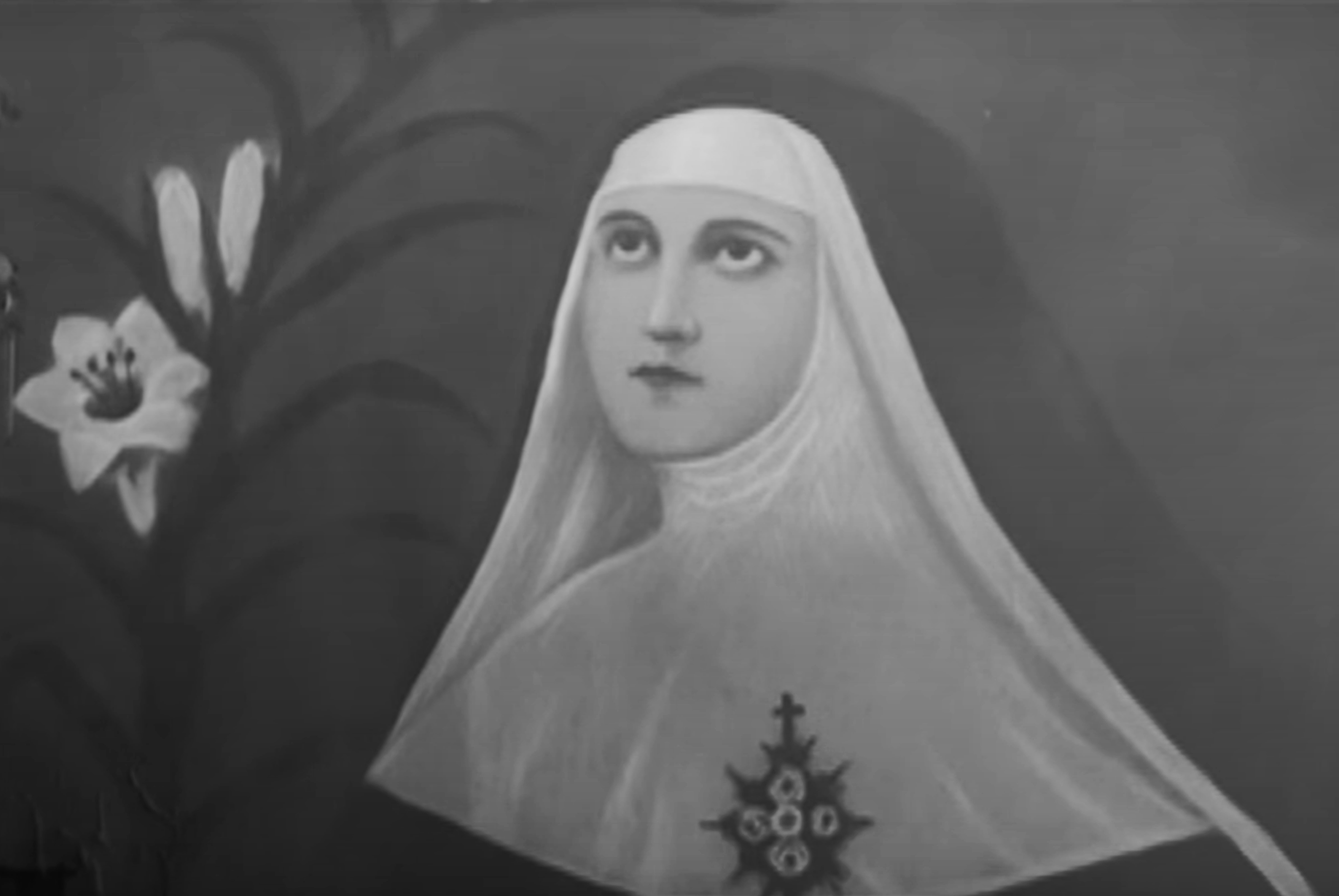
Catalina de Jesús Herrera

La persona más destacada de esta época en prácticas ascéticas fue sin duda Catalina de Jesús Herrera, quien nació en Guayaquil en 1717. Sor Catalina perteneció al Monasterio de Santa Catalina de Siena en Quito. Es considerada como venerable dentro de la Iglesia católica por sus milagros. Su autobiografía con título Secretos entre el alma y Dios, que fue publicada 1895 aunque escrita en el XVIII. Su obra completa son seis tomos que fueron recopilados a partir de sus 30 cuadernillos de vida espiritual.
También es destacable la publicación de Juan Bautista Aguirre titulado "El culto al Sagrado Corazón de Jesús". Debido a su expulsión, al igual que otros jesuitas, Aguirre soportó el dolor y sufrimiento gracias a su vida espiritual. Dentro de la breve biografía escrita por Gonzalo Zaldumbide testifica que cuando murió encontraron en su pierna un tenaz cilicio. Parte de este sufrimiento se ve reflejado en la poesía desarrollada en el libro "Los Jesuitas Quiteños del Extrañamiento" que formaron una red de poemas que se expandía a lo largo de varias ciudades de Italia durante su expulsión y narraba entre otras cosas el viaje interior de sus almas durante esta época de su vida.

## SigloXIX

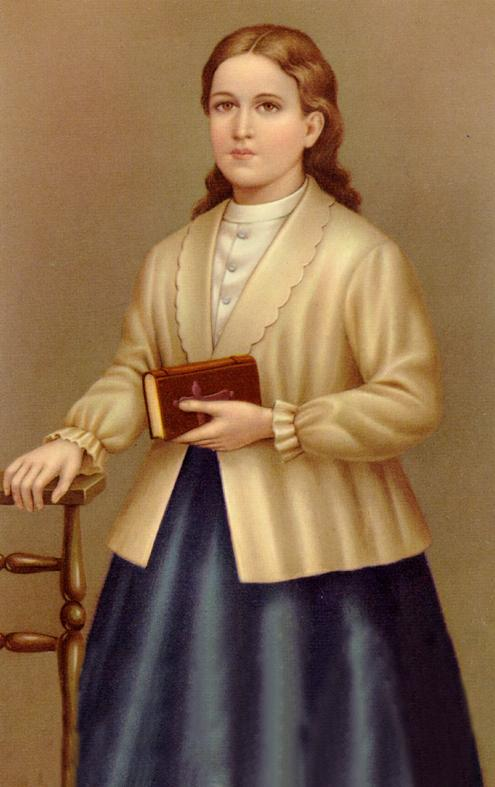
Santa Narcisa de Jesús

Este siglo fue uno repleto de cambios para la religión católica no solo en Ecuador sino en todo el mundo, fruto entre otras cosas de las revoluciones y el cambio de valores en la sociedad. Tobar Donoso describe este periodo como el "martirio de la iglesia". Sin embargo, esto no impidió que en Ecuador el siglo XIX sea el siglo más rico, tal vez solo después del XVII en ascetas. Las personas más importantes, ahora canonizadas, fueron Santa Narcisa de Jesús y San Miguel Febres Cordero. Durante este siglo se consagró el Ecuador al Sagrado Corazón de Jesús en la segunda mitad del siglo XIX, gracias a personas como Gabriel García Moreno y Julio María Matovelle, ambos ahora en proceso de beatificación. Todo este exhausto se narró de manera exhaustiva en el libro de trece tomos titulado Vida de García Moreno, escrita por Severo Gomezjurado. Por su parte Matovelle en el siglo XX fue sujeto de una biografía titulada "El Camino de un asceta" por Vicente Moreno Mora.

### Prácticas

#### En los seglares
Narcisa de Jesús fue una mujer religiosa ecuatoriana, canonizada 12 de octubre de 2008 por Benedicto XVI. Su canonización se dio gracias a varios milagros atribuidos a ella, a partir de lo cual se estableció el Santuario Nacional de Santa Narcisa de Jesús en Nobol, que en la actualidad tomó el nombre de la santa en homenaje a su vida. En este santuario se encuentran sus reliquias que incluyen las disciplinas que formaban parte de su vida espiritual.

#### En los consagrados

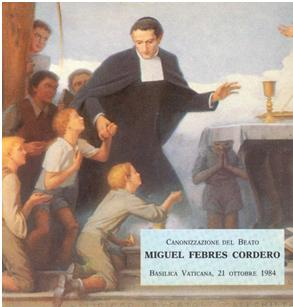
Hermano Miguel

Miguel Febres Cordero, también conocido como hermano Miguel fue canonizado por el papa Juan Pablo II el 21 de octubre de 1984. Sería conocido por su trabajo como lingüista y por dedicar su vida a la catequesis. Además, sobre su vida espiritual podemos encontrar en su biografía la siguiente cita que describe su vida interior:
"Añadiremos que, con licencia de sus Superiores, echaba mano con frecuencia de disciplinas, cilicios, brazaletes y cadenillas de hierro. Aquel enamorado de la cruz sabía poner en práctica la recomendación de San Francisco de Sales: «Hay que empezar a vivir en la tierra como si tuviéramos ya el cuerpo en el sepulcro y el alma en el cielo."
 Sin embargo, mucha de la mansedumbre que caracterizaba al Hermano Miguel venía de su vocación de servicio hacia los niños, como podemos ver en la siguiente cita de la Biografía del siervo de Dios hermano Miguel de las Escuelas cristianas:
"La mayor mortificación, a nuestro parecer, no es el ayuno que extenúa el cuerpo, ni la disciplina o el cilicio que lo atormentan; más meritoria es la paciencia de un Hermano a quien molestan de continuo sesenta o cien niños, juguetones y parlanchines, mareándole con su Ligereza y poca atención"

## 

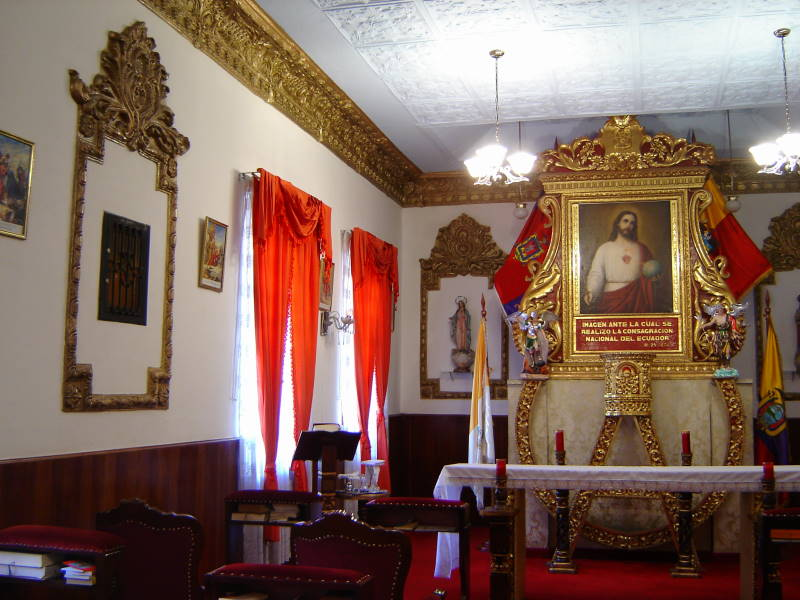
Consagración del Ecuador al Sagrado Corazón de Jesús, en la Basílica del Voto Nacional

## SigloXX

### Beatificaciones, canonizaciones y reliquias

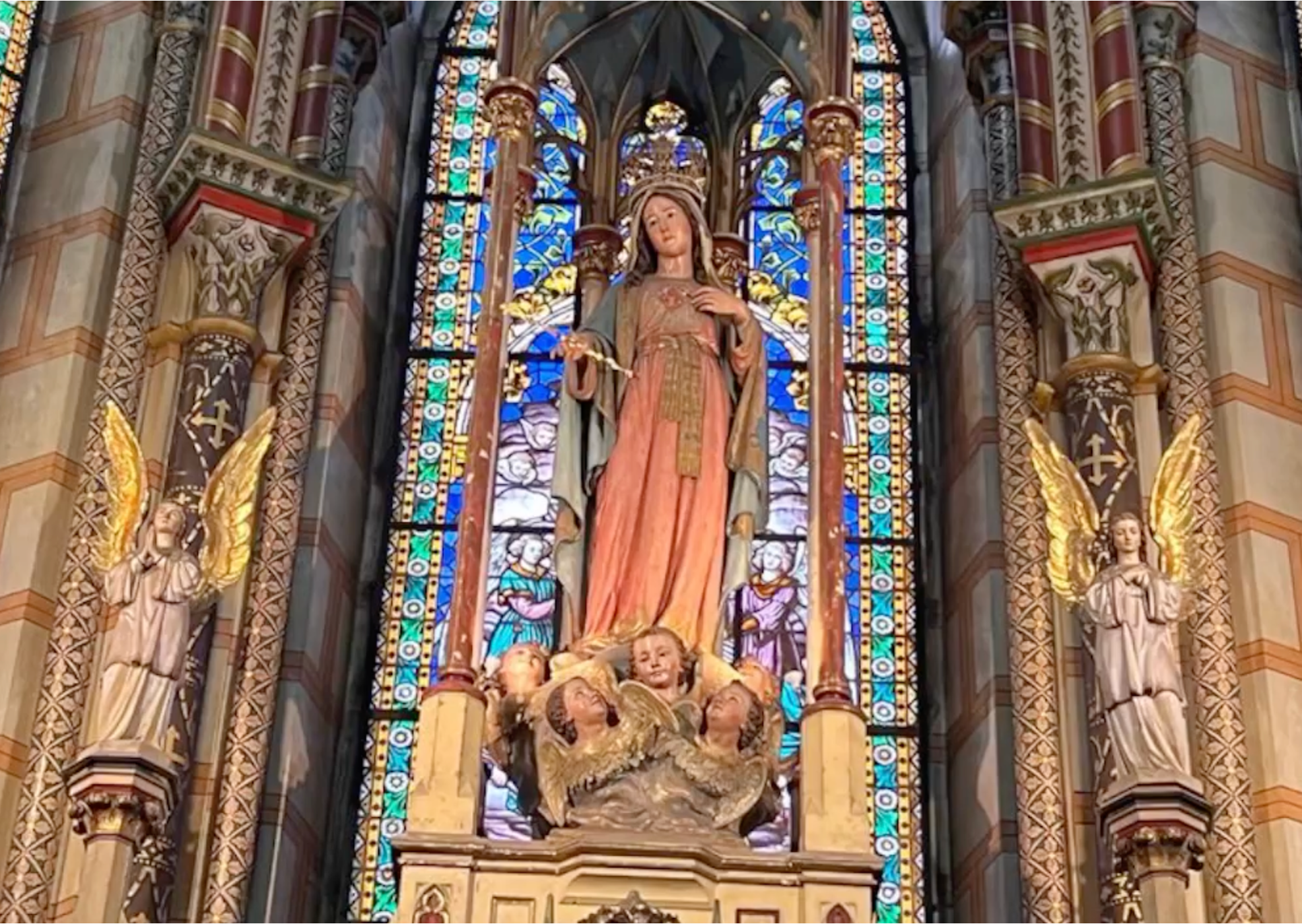
Consagración al Inmaculado Corazón de María en la Capilla de la Basílica del Voto Nacional

Durante este siglo sería reconocido por la iglesia católica los méritos espirituales de las personas que durante los siglos anteriores habían destacado por su virtud. Principalmente se darían los siguientes reconocimientos:
- Apertura de la causa de beatificación de Gabriel García Moreno por parte de la Iglesia católica en Ecuador, en el año 1939.[19]
- Apertura de la beatificación de Mariana de Jesús Torres, quien recibiría las profecías de la Virgen del Buen Suceso, además de ser responsable de varios milagros, según testimonio de los fieles.[20]
- Canonización de Mariana de Jesús el 4 de junio de 1950 por Pío XII.[21]
- Canonización de Miguel Febres Cordero el 21 de octubre de 1984 por el papa San Juan Pablo II.[22]
- Beatificación de Mercedes de Jesús Molina el 1 de febrero de 1985, por el papa San Juan Pablo II.[23]
- Beatificación de Narcisa de Jesús el 25 de octubre de 1992 (30 años) por el papa San Juan Pablo II (canonizada el siguiente siglo en el año 2008).[24]
- Declaración de venerable a Julio Matovelle en 1994 por el papa San Juan Pablo II.[25]

Además de esto, durante el siglo XIX algunas reliquias de personas importantes, por su protección fueron escondidas para evitar posibles profanaciones. Sería pues durante este siglo que serían redescubiertos y reubicados en la Basílica del Voto Nacional:
- Descubrimiento del corazón y los restos de Gabriel García Moreno en el año 1975.[19]
- Descubrimiento del corazón del Obispo José Ignacio Checa y Barba en el año 1975.[19]

### Secularismo
Durante los finales del siglo XIX empezaría un proceso de secularización que terminaría con  la separación de la iglesia del estado a partir de la Revolución Liberal. La secularización se desarrollaría desde las primeras expediciones científicas a las islas Galápagos, posterior a la visita de Charles Darwin, donde destacó principalmente el jesuita Theodoro Wolf, quien tendría a su vez problemas con la orden de la Compañía de Jesús porque enseñaba las teorías darwinistas de la evolución en la recién creada Escuela Politécnica y eso derivó en que sea negado su solicitud para viajar a las Galápagos con el fin de continuar con sus estudios científicos, basados principalmente en la geografía y cartografía. Como consecuencia de aquello Wolf se desvincularía de la orden religiosa y continuaría con su expedición. El darwinismo además fue parte del discurso político en la última década de ese siglo a partir de los escritos del político y periodista Felicísimo López, contra González Suárez y Pedro Schumacher. Estas ideas seculares se terminarían consolidando con la Revolución liberal en 1895 donde se anularía la consagración de Ecuador la Sagrado Corazón de Jesús y se constituiría el estado laico. Posteriormente, el catolicismo como religión con su dimensión espiritual y moral fue poco a poco transformándose y las personas en Ecuador empezaron a abrazar otras religiones y también filosofías políticas. En el caso de esta última, es importante el caso de las políticas que enfatizaban sus preocupaciones por los desfavorecidos como el socialismo pero que a diferencia del catolicismo, la parte espiritual se encontraba ausente. Es decir, la moral se secularizó y se mantuvo, pero las prácticas ascéticas cayeron en desuso, en una tendencia que no ha sido revertida.    
Sería en este siglo también que Aurelio Espinosa Pólit desarrolló un libro sobre su vida titulado Santa Mariana de Jesús, estudio histórico ascético de su espiritualidad. Publicó también un poema titulado "Dios de Amores" dedicada al Sagrado Corazón de Jesús. Por último una obra importante que aborda este tema desde un punto de vista secular es la "Galería de místicos y de insurgentes: la vida intelectual del Ecuador durante cuatro siglos, 1555-1955" escrita por el poeta e historiador Jorge Carrera Andrade en donde rastrea las ideas espirituales y su conexión con la política durante toda la historia de ese país hasta mediados del siglo XX.

### Galería

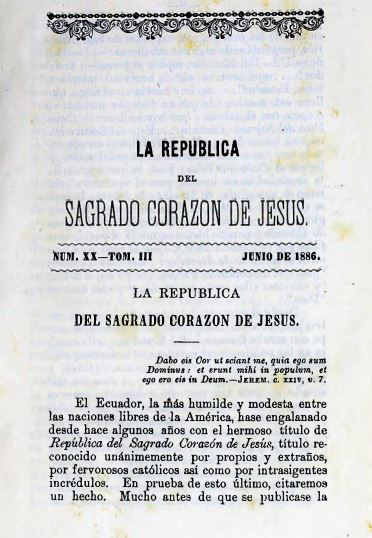
Revista "La República del Sagrado Corazón de Jesús" impulsada por Julio Matovelle después de la consagración de Ecuador.
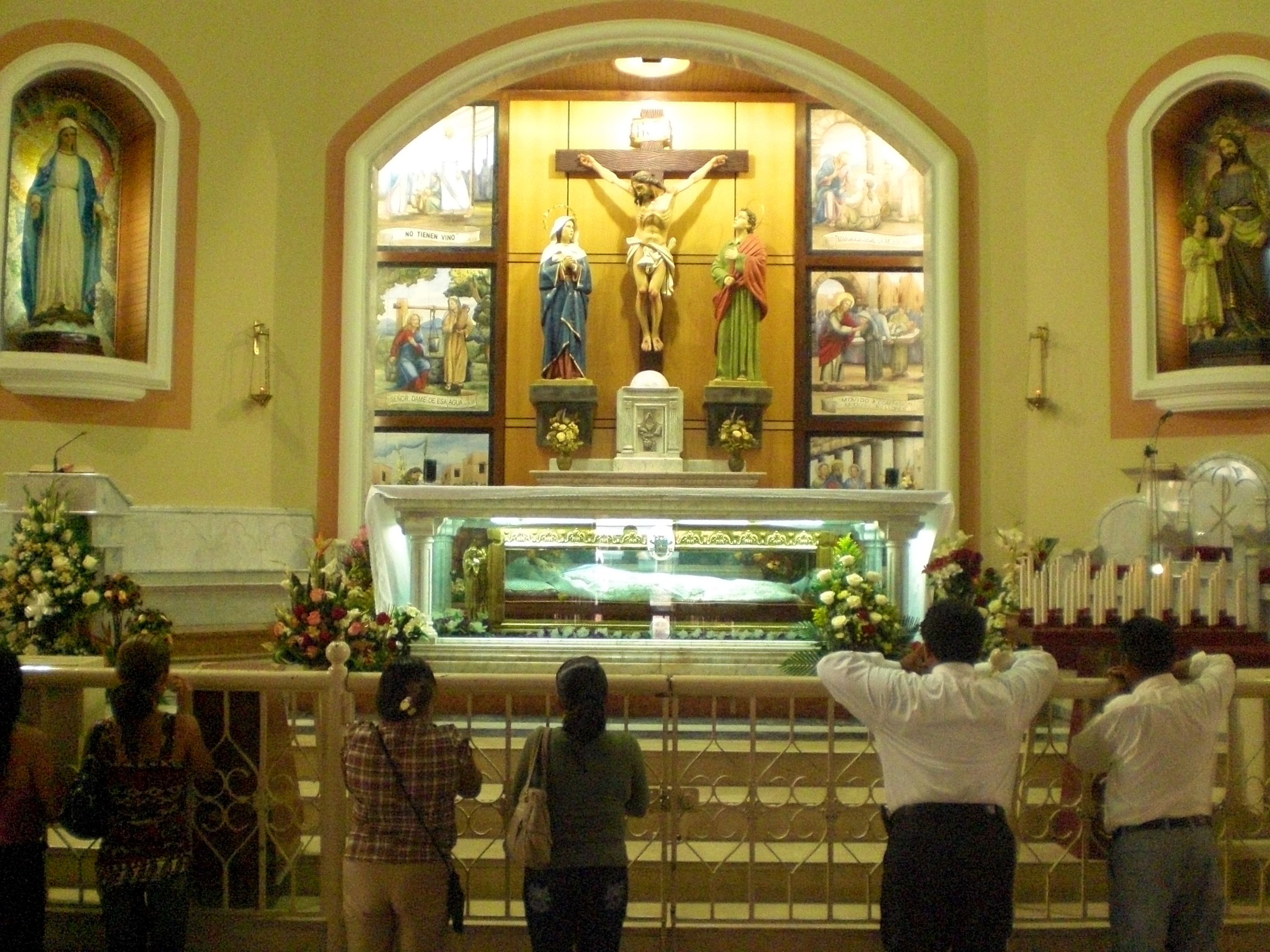
Restos de Santa Narcisa de Jesús en su santuario en Nobol.
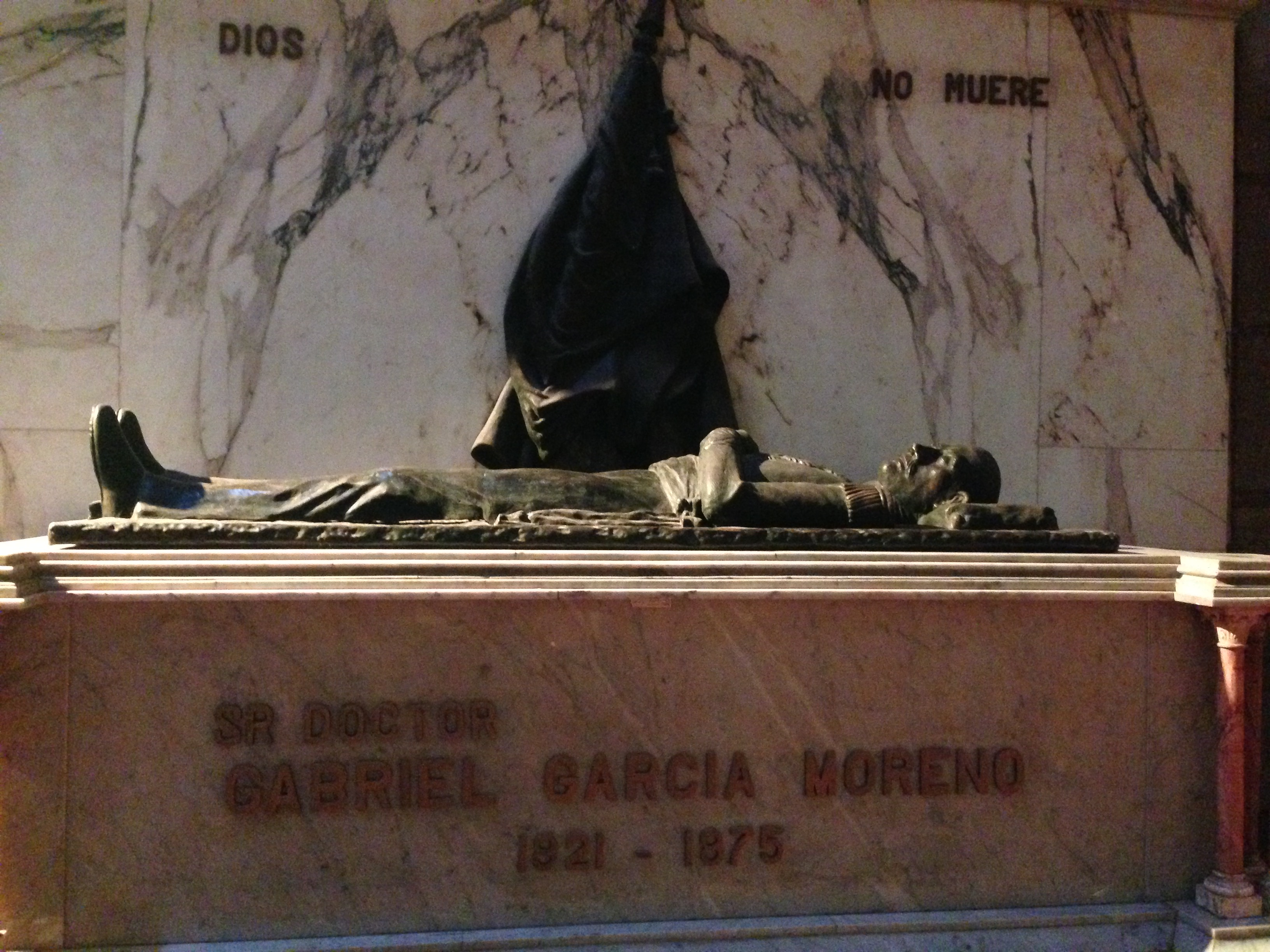
Mausoleo de Gabriel García Moreno en la Catedral Primada de Quito.
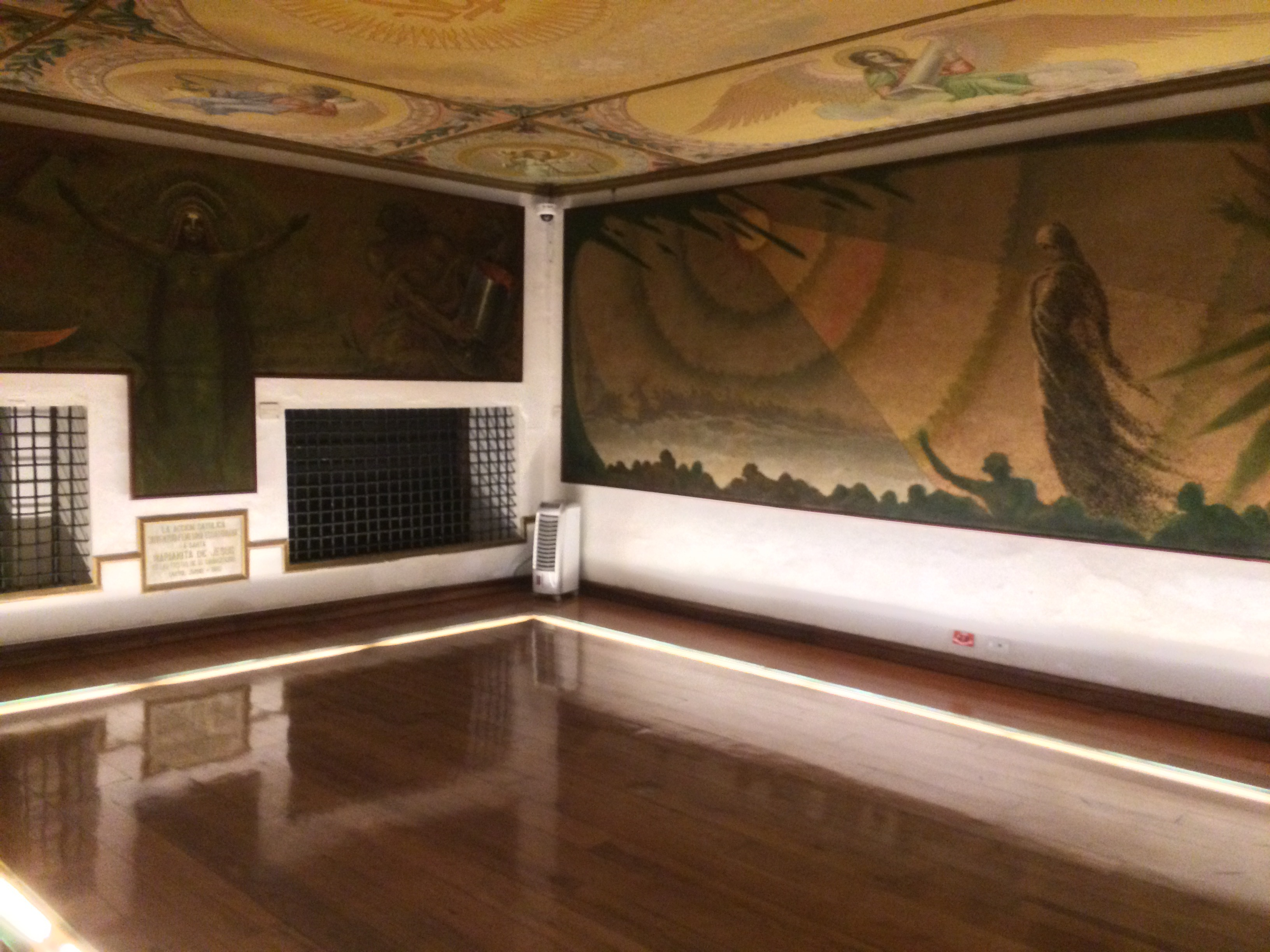
Habitación donde nació Mariana de Jesús con cuadros de Victor Mideros
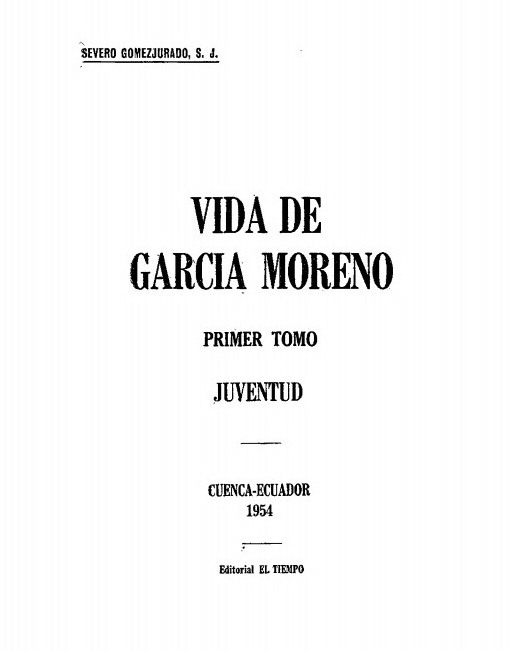
Vida de García Moreno por Severo Gomezjurado, biografía en trece tomos publicados entre 1954 y 1981.